# Grypopalpia iridescens
Grypopalpia iridescens là một loài bướm đêm thuộc họ Sesiidae. Nó được tìm thấy ở Nam Phi.